# Giuseppe Federico Palombini
Giuseppe Federico Palombini,  (Roma, 3 dicembre 1774 – Grochowice, 25 aprile 1850), è stato un generale italiano naturalizzato austriaco.
Fu comandante di divisione italiano durante le guerre napoleoniche. Si arruolò nell'esercito della Repubblica Cispadana nel 1796 e combatté a Faenza nel 1797. Divenne comandante di un reggimento di dragoni nel 1798 e comandante del Reggimento Dragoni Napoleone, dell'esercito della Repubblica Cisalpina, nel 1802. Combatté come alleato dei francesi a Kolberg e Stralsund nel 1807. Sposò la figlia di Jan Henryk Dąbrowski nel 1806.
Trasferito in Spagna, combatté nella divisione di Domenico Pino a Roses, Cardedeu, Molins de Rei, Valls e Gerona e fu promosso generale di brigata nel 1809. Comandò una brigata a El Pla e Tarragona nel 1811 e fu promosso generale di divisione. Comandò la sua divisione a Sagunto, Valencia e Castro-Urdiales nel 1811-1813. Trasferito nelle Province Illiriche, combatté a Circonio nel 1813 e in Italia, a Peschiera del Garda nel 1814. Dopo la caduta del Regno d'Italia nel 1814, si arruolò nell'esercito imperiale austriaco, divenendo Feldmarschallleutnant. Divenne Inhaber (proprietario) del 36º Reggimento di fanteria di linea nel 1817. Si ritirò nel 1824 e morì nel 1850 nel castello di sua moglie a Grochowice.

## Biografia

### Inizio carriera
Palombini nacque il 3 dicembre 1774 a Roma dai genitori Pietro Palombini e Teresa Spada. Studiò disegno a scuola. Il 1º novembre 1796 o pochi giorni prima si arruolò nella V coorte dell'esercito della Repubblica Cispadana. Fu promosso sergente maggiore il 7 novembre e sottotenente il 21 dicembre 1796. La sua prima azione avvenne il 2 febbraio 1797 nella battaglia di Faenza mentre combatteva contro le truppe dello Stato Pontificio. Divenne primo luogotenente il 10 maggio e capitano assistente maggiore il 25 maggio 1798. Si dimise dall'esercito della Repubblica Cisalpina (stato successore alla Repubblica Cispadana) il 9 settembre 1798 per assumere l'incarico di colonnello dei gendarmi della Repubblica Romana. Nel novembre dello stesso anno il reggimento di Palombini fu convertito in dragoni. L'unità fu coinvolta in operazioni nei pressi di Fano l'11 luglio 1799.
Palombini fu all'assedio di Ancona che durò dal 14 ottobre al 13 novembre 1799. La guarnigione francese era circondata da un corpo austriaco di 8 000 uomini e bloccata da una flotta congiunta russo-ottomana. La guarnigione si arrese agli austriaci e fu rilasciata sulla parola in Francia a condizione di non combattere contro l'Austria fino allo scambio. Palombini fu ferito alla spalla il 2 novembre mentre respingeva un attacco nemico. Il comandante francese Jean-Charles Monnier lo raccomandò per la promozione a generale di brigata, ma non fu mai approvato. Dopo Ancona, Giuseppe Lechi inviò Palombini a Bourg-en-Bresse per organizzare un battaglione della Legione Italica. Dopo la tregua in seguito alla battaglia di Marengo del giugno 1800, Lechi lo nominò presidente del collegio sindacale della sua divisione. In ottobre, Palombini guidò un battaglione romano di 170 uomini nella divisione di Domenico Pino durante l'invasione del Granducato di Toscana. Questa si concluse con la presa di Siena dopo uno scontro il 14 gennaio 1801, durante il quale guidò l'avanguardia di Pino.
Palombini tornò a Milano alla fine della guerra della seconda coalizione per scoprire che nell'esercito cisalpino non c'era nessun posto per lui. Nonostante le raccomandazioni di Lechi e Pino, la sua richiesta di essere nominato generale di brigata fu respinta dal governo. Il ministro della guerra Giovanni Tordorò gli trovò un incarico amministrativo nel novembre 1801. Fu nominato comandante di un battaglione del 1º Reggimento Fanteria Leggera il 2 novembre 1802.

### Italia napoleonica

#### Europa settentrionale
Palombini divenne chief de brigade (colonnello) del 2º Reggimento Ussari il 23 febbraio 1804 e andò a comandare l'unità al Campo di Boulogne. Questo reggimento divenne in seguito i Dragoni Napoleone. Il 28 agosto 1806 sposò Carolina Amalia Beatrice Dąbrowski, figlia del generale polacco Jan Henryk Dąbrowski. Fu nominato cavaliere dell'Ordine della Corona ferrea nel 1806 e, in un secondo momento, commendatore dell'ordine. Fece parte del contingente italiano inviato in Germania per combattere nella guerra della quarta coalizione. I Dragoni Napoleone e Regina combatterono nell'assedio di Kolberg che durò dal 20 marzo al 2 luglio 1807. Il comandante della divisione italiana, Pietro Teulié, fu ucciso durante l'assedio senza successo. In luglio la divisione marciò per partecipare all'assedio di Stralsund iniziato il 15 gennaio 1807. Con la divisione sotto la guida di Pino, i due reggimenti di dragoni si unirono alle forze assedianti fino al 20 agosto quando gli svedesi evacuarono Stralsund.

#### Guerra d'indipendenza spagnola: 1808-1809
Nel 1808 Palombini andò a combattere in Spagna con la divisione di Pino e vi rimase fino al 1813. Dopo che l'esercito imperiale francese di Guillaume Philibert Duhesme abbandonò l'assedio di Gerona a metà agosto 1808, fu chiaro all'imperatore Napoleone che era necessario inviare più truppe in Catalogna. A differenza dei precedenti rinforzi, che erano "semplici rastrellamenti dei suoi depositi", furono inviate formazioni di prima classe. Erano la divisione francese di Joseph Souham e la divisione italiana di Pino. La 5ª Divisione di Pino comprendeva tre battaglioni ciascuno dei reggimenti di fanteria leggera italiana 1º, 2º leggero e 6º di Linea, due battaglioni del 4º di Linea e un battaglione ciascuno del 5º e 7º di Linea. La brigata di cavalleria italiana di Jacques Fontane era composta dai Cacciatori Reali e dal 7º Dragoni (Napoleone). L'imperatore francese mise tutte le truppe imperiali in Catalogna nel VII Corpo sotto Laurent de Gouvion-Saint-Cyr.

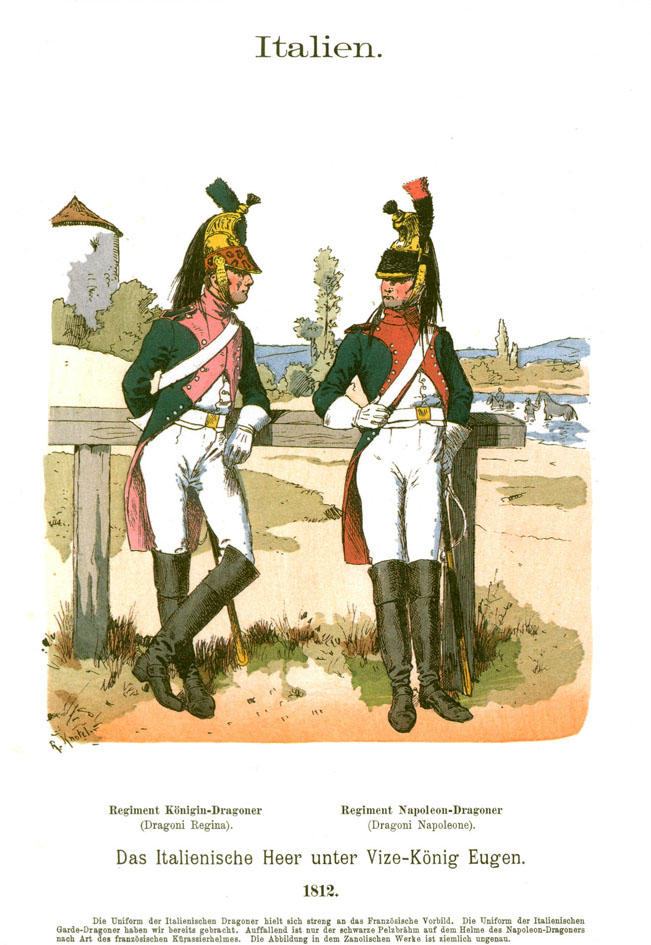
Regina (sinistra) e Napoleone (destra) Dragoni dell'Esercito del Regno d'Italia

L'assedio di Roses durò dal 7 novembre al 5 dicembre 1808 e terminò con la resa della guarnigione spagnola. Le divisioni di Honoré Charles Reille e Pino furono impiegate nella forza assediante mentre le divisioni di Souham e Louis François Jean Chabot formavano la forza di copertura. La cavalleria non è stata menzionata. La divisione di Pino riportò 30 ufficiali e 400 uomini uccisi e feriti. Dopo la caduta di Roses, Saint-Cyr decise coraggiosamente di marciare in soccorso di Barcellona. Prese le divisioni di Pino, Souham e Chabot, lasciando indietro Reille. Dal momento che aveva in programma di portare i suoi 15 000 fanti e 1 500 cavalieri attraverso le colline su sentieri, Saint-Cyr non prese pezzi di artiglieria ma solo il cibo e le munizioni extra che potevano essere trasportati sui muli.
Il 16 dicembre 1808 fu combattuta la battaglia di Cardedeu (Llinas). Trovando 9 000 truppe spagnole sotto Juan Miguel de Vives y Feliu a bloccare il suo percorso, Saint-Cyr lasciò la piccola divisione di Chabot per proteggere la sua parte posteriore e progettò di scagliare contro i suoi nemici 13 000 truppe dalle divisioni di Pino e Souham. Saint-Cyr insistette che l'assalto fosse effettuato in una colonna ammassata con la divisione di Pino in testa. Tuttavia, Pino disobbedì agli ordini e schierò i sette battaglioni della sua brigata di testa. L'attacco iniziale respinse la prima linea spagnola, ma fu respinto dalla seconda linea. In questa crisi, Saint-Cyr ordinò alla divisione di Souham di inclinarsi a sinistra e ordinò alla seconda brigata di Pino di avanzare, forte di sei battaglioni. Quando i difensori spagnoli cominciarono a cedere davanti alle due colonne, il comandante francese ordinò ai due reggimenti di cavalleria italiani di caricare il centro spagnolo. Le linee di Vives si sgretolarono e le sue truppe si diedero alle calcagna. I corpi di Saint-Cyr contarono 600 perdite mentre inflissero 1 000 morti e feriti agli spagnoli e catturarono 1 500 uomini e cinque cannoni.

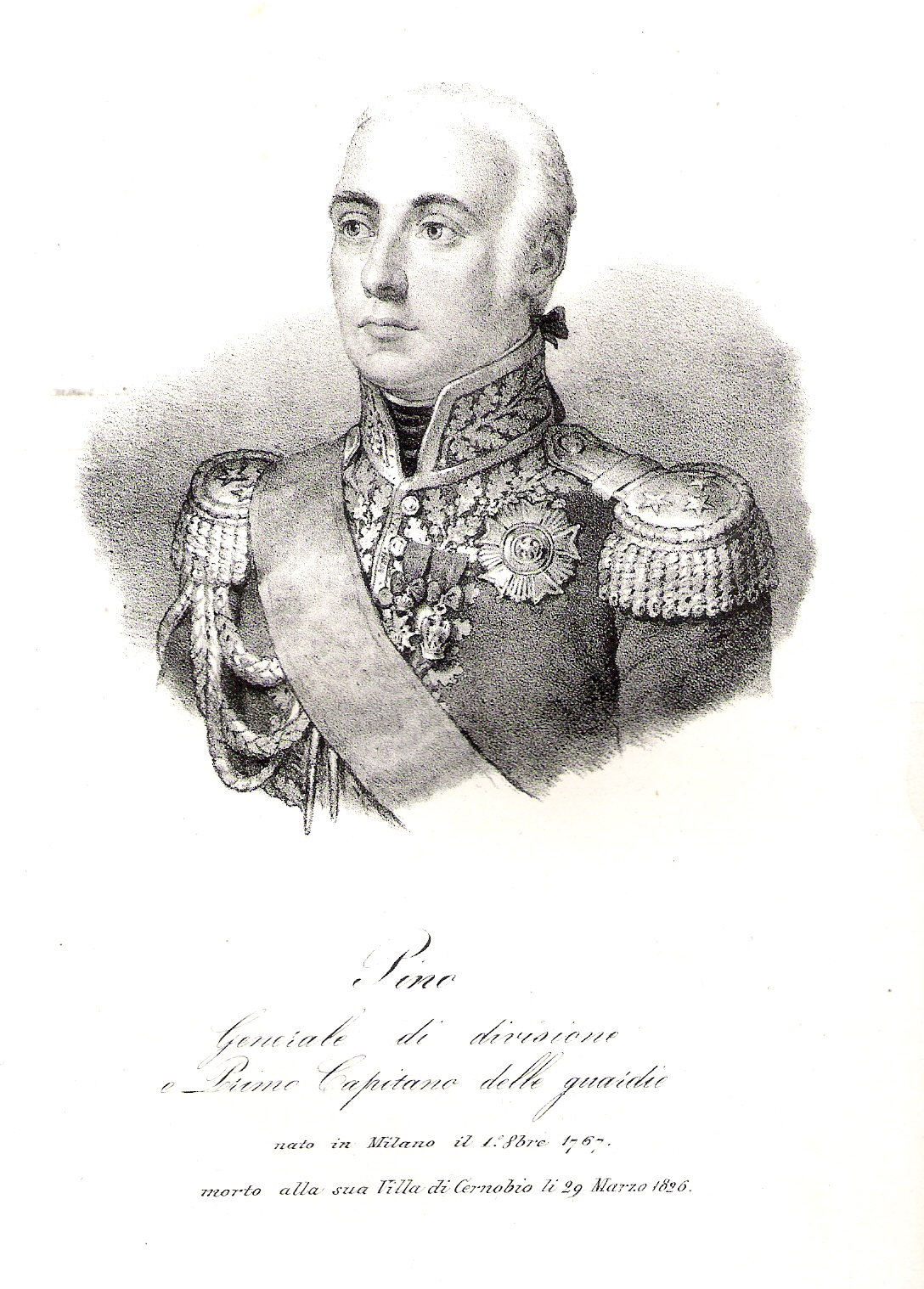
Domenico Pino

Con il Barcellona alleviata, l'esercito spagnolo si ritirò dietro il fiume Llobregat. Poiché Vives fu separato dal suo esercito dopo Cardedeu, Theodor von Reding comandò le truppe spagnole. La battaglia di Molins de Rei fu combattuta il 21 dicembre 1808. Saint-Cyr ordinò alla divisione francese di Joseph Chabran di effettuare un falso attacco sul fianco sinistro spagnolo. Completamente ingannato, Reding rinforzò la sua sinistra dal fianco destro. Saint-Cyr quindi mandò Souham, Pino e Chabot contro il fianco destro indebolito e distrusse la linea spagnola. Le truppe imperiali radunarono 1 200 prigionieri spagnoli e catturarono 25 pezzi di artiglieria. Palombini fu promosso generale di brigata il 14 febbraio 1809.
Dopo Molins de Rei, Reding fu rinforzato e il suo esercito riprese fiducia; decise di scendere in campo. Dopo una serie di manovre, Reding decise di tornare alla sua base di Tarragona. Sentendo questa mossa, Saint-Cyr bloccò entrambe le strade che il suo avversario avrebbe potuto utilizzare, stabilendo la divisione di Souham a Valls e quella di Pino a Pla d'Urgell. Dopo una marcia notturna, l'esercito di Reding apparve davanti alla divisione di Souham la mattina del 25 febbraio e la battaglia di Valls iniziò. Durante la mattinata, i numeri superiori di Reding costrinsero Souham a tornare e l'esercito spagnolo ebbe una strada libera per Tarragona. A mezzogiorno, Saint-Cyr arrivò in persona con i due reggimenti di cavalleria italiani. Pensando che gli imperiali fossero stati pesantemente rinforzati, Reding riportò i suoi stanchi soldati su un'altura dietro il fiume Francolí. A causa di un pasticcio di ordini, la divisione di Pino scese in campo solo dopo le 16:00. A quell'ora Saint-Cyr organizzò le due divisioni in quattro colonne di una brigata ciascuna, con la cavalleria italiana tra le colonne centrali e il 24º Dragoni francesi sul fianco destro. I soldati di Reding spararono una grande raffica a una distanza di 91 metri, ma quando gli imperiali furono visti avanzare attraverso il fumo, le linee spagnole si disintegrarono. Per la perdita di 1 000 uomini, gli imperiali inflissero 3 000 perdite ai loro nemici e sequestrarono la loro carovana e tutta la loro artiglieria. Reding fu ferito a morte dai dragoni francesi.
Il terzo assedio di Gerona durò dal 6 giugno al 10 dicembre 1809. Un'autorità scrisse che la guarnigione spagnola perse 5 122 uomini uccisi e 4 248 catturati, mentre le vittime imperiali furono 15 000, metà per malattia. Jean Antoine Verdier guidò 14 000 soldati della forza d'assedio nelle divisioni di Lechi, Verdier e Annet Morio de L'Isle mentre Saint-Cyr comandò 14 000 soldati che coprivano l'assedio. Palombini comandava una brigata di cavalleria di 912 uomini nella divisione di Pino, che faceva parte dell'esercito di copertura di Saint-Cyr. Il 1º giugno 1809 la brigata comprendeva sei squadroni appartenenti ai Reggimenti Cacciatori a Cavallo e Dragoni Italiani. Il 10 luglio, una colonna di soccorso spagnola fu tesa un'imboscata e distrutta dalla divisione di Pino, perdendo 40 ufficiali e 878 uomini catturati. La guarnigione spagnola di Gerona sconfisse un grande attacco imperiale il 19 settembre. Dopo quel fiasco, i 1 000 sopravvissuti della divisione di Lechi furono incorporati nella divisione di Pino e Saint-Cyr decise di far morire di fame la guarnigione piuttosto che sprecare altre vite in inutili assalti. La divisione di Pino sconfisse una colonna di soccorso il 26 settembre e ne catturò il convoglio alimentare. Il 7 novembre, la divisione di Pino fece irruzione e bruciò la grande discarica spagnola di Hostalric.

#### Guerra d'indipendenza spagnola: 1810-1811

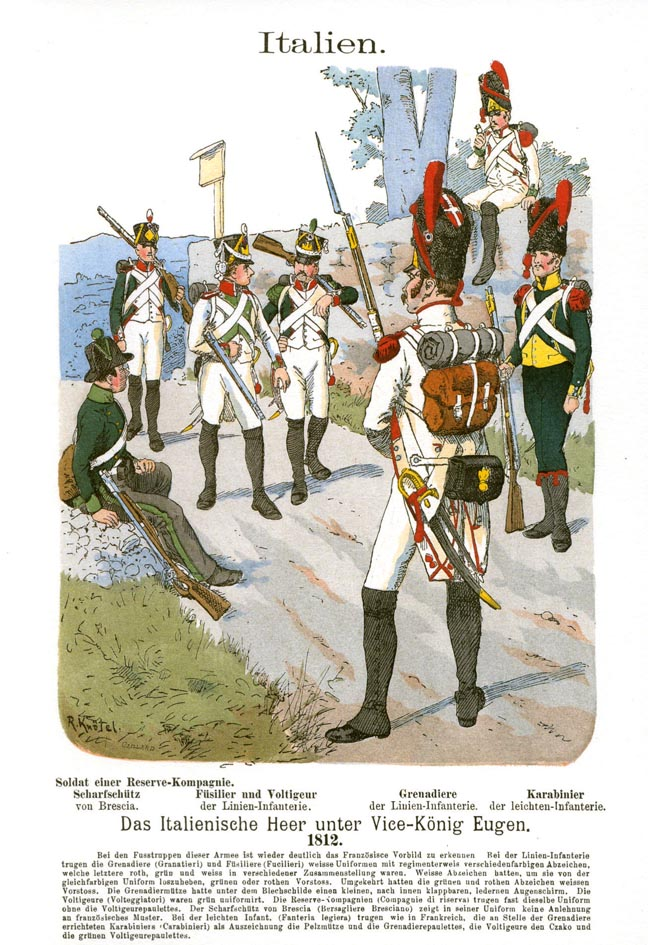
Fanti leggeri e di linea del Regno d'Italia napoleonico

Il 15 gennaio 1810 il VII Corpo era al comando del maresciallo Pierre François Charles Augereau. A quella data la divisione di Pino contava 238 ufficiali e 6 346 uomini presenti sotto le armi, 201 distaccati, 2 409 malati in ospedale e 93 prigionieri. Con le divisioni di Pino e Souham, Augereau fece una spedizione in gennaio in cui tutti i micheletti catturati furono impiccati. Per rappresaglia, gli spagnoli iniziarono a uccidere tutti i soldati imperiali che catturarono. Il 15 marzo Filippo Severoli aveva assunto il comando della divisione italiana quando Pino tornò a casa in licenza. Il 24 aprile Napoleone sostituì Augereau con il maresciallo Étienne Jacques Joseph Alexandre Macdonald. Il nuovo comandante annullò gli ordini di Augereau di uccidere i guerriglieri catturati. Macdonald utilizzò la divisione di Severoli per proteggere i grandi convogli diretti a Barcellona in giugno, luglio e agosto. Nel 1810 Palombini fu nominato ufficiale della Legion d'onore.
Il 2 gennaio 1811 il III Corpo di Louis Gabriel Suchet concluse con successo l'assedio di Tortosa. Non più necessario come forza di copertura, Macdonald con 12 000 uomini tornò a Lleida (Lérida) con una marcia rotonda oltre Tarragona. La divisione italiana era in testa, seguita a una distanza di 4,8 km da tre brigate francesi e un reggimento di cavalleria. Quando Francesco Orsatelli (detto Eugenio) individuò la divisione spagnola di Pedro Sarsfield nelle vicinanze, attaccò incautamente con i suoi 2 500 fanti e 30 cavalieri. Nella battaglia di El Pla, 3 000 fanti e 800 cavalieri di Sarsfield respinsero la brigata italiana d'avanguardia. Gli uomini di Eugenio si radunarono quando la brigata di Palombini raggiunse il campo. Utilizzando il suo numero superiore di cavalleria, Sarsfield girò il fianco destro di Palombini e ruppe le sue linee. La giornata sarebbe potuta finire in un disastro, ma Jacques-Antoine-Adrien Delort apparve con il 24º Dragoni e controllò gli spagnoli vittoriosi. Gli italiani persero 600 uomini, incluso Eugenio ferito a morte, mentre le vittime spagnole furono solo 160.

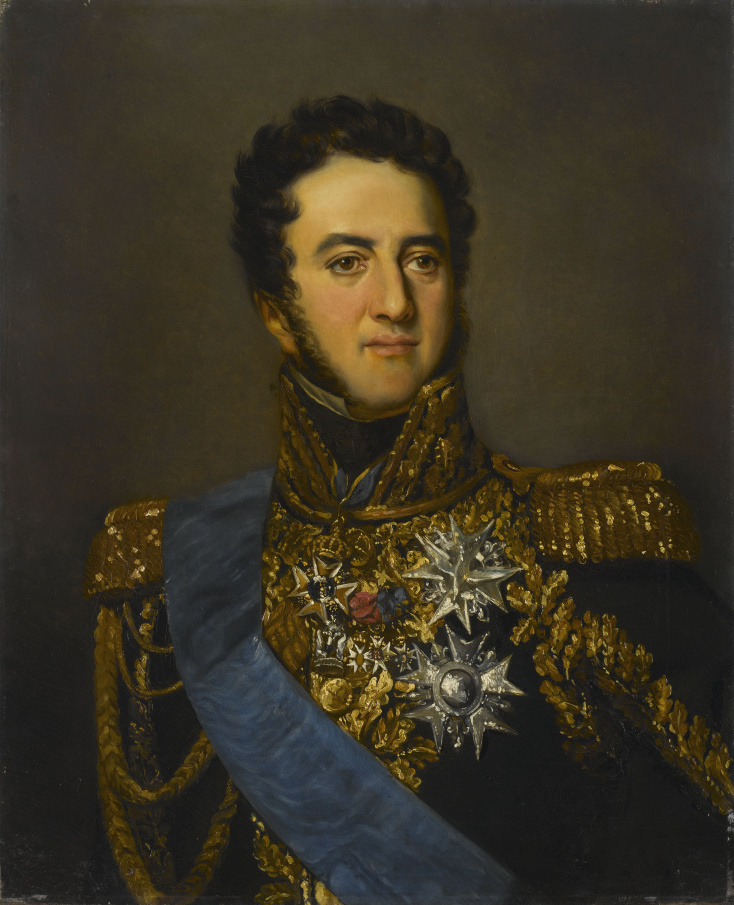
Louis Gabriel Suchet

Il 10 marzo 1811 Napoleone trasferì gran parte del VII Corpo al III Corpo sotto Louis Gabriel Suchet. A quel tempo la divisione italiana entrò a far parte del comando di Suchet. Durante l'assedio di Tarragona, le due brigate italiane prestarono servizio in una divisione composita sotto Jean Isidore Harispe. Coprirono le linee d'assedio sul lato est. Alle 19:00 del 21 giugno 1811, Palombini guidò le colonne d'assalto contro la città bassa. La forza d'assalto, che era composta da 1 500 granatieri e volteggiatori dai reggimenti francesi più una brigata francese, ebbe successo e la città bassa fu catturata. Le vittime imperiali furono 120 morti e 362 feriti. Durante l'assalto finale del 28 giugno, Juan de Courten e 3 000 truppe spagnole tentarono di fuggire dal lato est di Tarragona, ma furono bloccati dagli italiani. Alcuni fuggirono verso le navi da guerra della Royal Navy al largo, una manciata dispersa sulle colline, molti altri furono abbattuti dalla cavalleria imperiale sulla spiaggia, ma la maggior parte furono catturati.
L'11 luglio 1811 Palombini fu promosso generale di divisione. Quell'anno Napoleone lo elevò alla dignità di Barone dell'Impero. Il 15 luglio 1811 il III Corpo fu ribattezzato Armata d'Aragona con Luigi Gaspare Peyri al comando della divisione italiana. La vecchia divisione di Pino era ancora composta dal 1º e 2º reggimento leggero e dal 4º, 5º e 6º reggimento di fanteria di linea, più i cacciatori e i Dragoni Napoleone. Palombini condusse una colonna attraverso Caldes de Montbui e Sant Feliu de Codines per unirsi alla colonna principale di Suchet a Centelles. Dopo la battaglia di Montserrat il 25 luglio, Suchet installò la brigata di Palombini come guarnigione per il Monastero di Montserrat che in precedenza fungeva da base di rifornimento catalana.

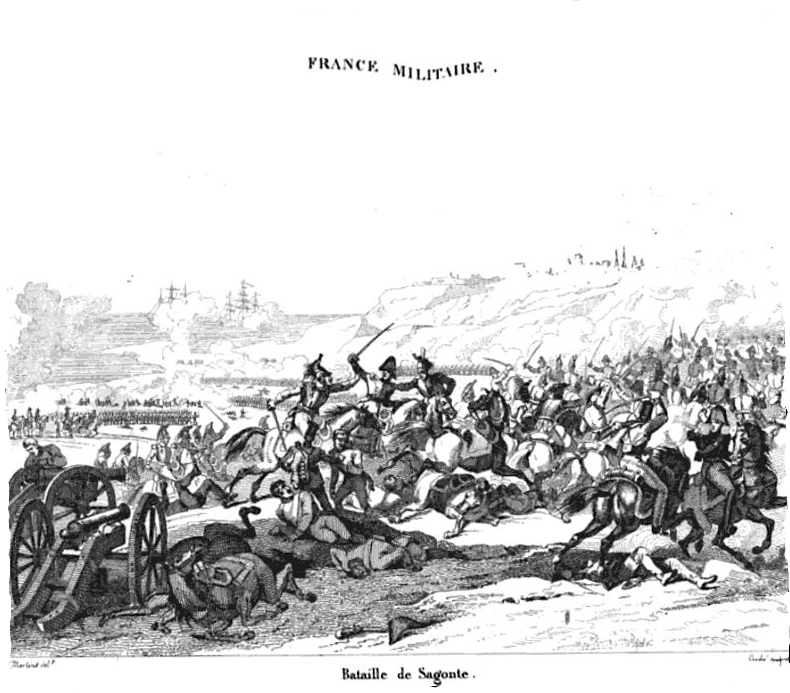
La carica del 13º Corazzieri nella battaglia di Sagunto

Suchet lanciò l'invasione della provincia di Valencia con 22 000 soldati in tre divisioni francesi sotto Harispe, Louis François Félix Musnier e Pierre Joseph Habert, divisione italiana di Palombini, una debole brigata di napoletani, cavalleria e artiglieria. La divisione di 6 219 uomini di Palombini comprendeva la brigata di Vertigier Saint Paul, il 2º fanteria leggera (2 200) e il 4º di Linea (1 660), e la brigata di Éloi Charles Balathier, il 5º di Linea (930) e il 6º di Linea (1 429). Il 15 settembre 1811, l'esercito di Suchet avanzò su tre colonne, quella centrale sotto Palombini composta dalla propria divisione e da 1 500 napoletani. Il 19 settembre, le truppe di Palombini si unirono senza incidenti alla colonna costiera di Suchet. Il 28 settembre fu fatto un assalto senza successo al castello di Sagunto in cui 52 italiani furono vittime. Due giorni dopo, le truppe di Palombini scacciarono da Segorbe una divisione spagnola. Il 20 ottobre, Palombini con una brigata francese e una italiana fece nuovamente irruzione a Segorbe e tornò rapidamente il 24.
La battaglia di Sagunto ebbe luogo il 25 ottobre 1811. Il comandante spagnolo Joaquín Blake attaccò con 17 000 uomini nella sua ala sinistra e 10 500 nella sua ala destra, ma le sue truppe migliori erano sulla destra. Suchet mantenne l'assedio del castello di Sagunto con 4 000 soldati inclusa la brigata di Balathier. Il comandante francese affrontò Blake con 14 000 soldati; La brigata di San Paolo e la cavalleria erano in riserva. L'ala destra di Suchet, composta da 4 500 uomini al comando di Józef Chłopicki, sconfisse completamente l'ala sinistra di Blake con l'aiuto dei Dragoni Napoleone del colonnello Schiazetti. Le truppe dell'ala destra di Blake combatterono bene e 1 100 cavalieri spagnoli respinsero tre squadroni francesi al centro. In questa crisi Suchet ordinò al 13º Corazzieri di caricare e ordinò a Palombini di impegnare la brigata di fanteria di riserva. I corazzieri misero in fuga la maggior parte dei cavalieri spagnoli e conquistarono una batteria spagnola. La brigata di San Paolo scacciò la restante cavalleria nemica e si schiantò sul fianco scoperto di una divisione di fanteria spagnola, costringendola alla ritirata. Secondo lo storico Charles Oman, l'attacco di San Paolo fu il colpo decisivo che vinse la battaglia.
Blake inviò il suo esercito di 23 000 uomini dietro il fiume Turia proteggendo Valencia. Il 26 dicembre 1811 Suchet avanzò con 30 000 soldati, inviando Habert contro il fianco destro spagnolo e Palombini contro il centro sinistro spagnolo vicino a Mislata. Ma l'attacco principale si svolse intorno all'estrema sinistra di Blake a Riba-roja de Túria. Palombini sferrò un serio attacco alle trincee spagnole e i suoi soldati subirono perdite significative. Blake si convinse che Palombini fosse la minaccia più pericolosa. Nel frattempo l'attacco principale di Suchet distrusse la sinistra di Blake con pochissima opposizione. La maggior parte delle unità del fianco sinistro spagnolo fuggirono a sud. Nel tardo pomeriggio, Harispe sul fianco destro di Suchet si unì a Habert sulla sinistra, intrappolando Blake e 17 000 soldati spagnoli all'interno di Valencia. La divisione di Palombini ebbe 50 morti e 355 feriti, che rappresentavano la maggior parte delle 521 vittime di Suchet durante l'operazione. L'assedio di Valencia terminò il 9 gennaio 1812 quando Blake si arrese. Al 31 dicembre la divisione di Palombini contava 3 591 ufficiali e uomini.

#### Guerra d'indipendenza spagnola: 1812-1813

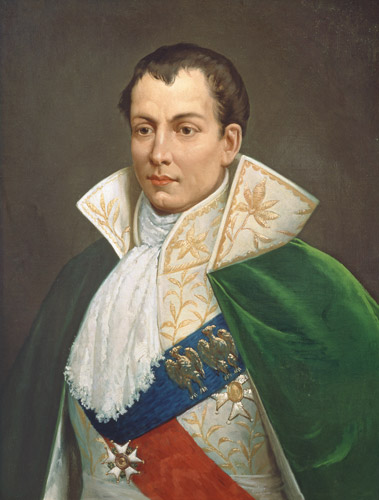
Giuseppe Bonaparte

Su ordine di Napoleone, la divisione di Palombini iniziò a marciare verso l'Aragona meridionale il 15 febbraio 1812. La divisione fu presto assegnata, insieme ad altre due divisioni, a un corpo comandato da Reille. Palombini iniziò a inviare piccole colonne antiguerriglia intorno a Teruel, ma il 5 e il 28 marzo le sue truppe subirono sconfitte. Avendo imparato a non rischiare piccole forze, ammassò le sue truppe, ma non riuscì a fermare l'operato dei guerriglieri. All'inizio di luglio, il re Giuseppe Bonaparte tentò di radunare una forza per aiutare l'esercito del maresciallo Auguste Marmont. Ordinò a Palombini di marciare su Madrid e l'italiano lo fece prontamente, anche se Suchet era il suo diretto superiore. Dopo una marcia forzata di 241 km, la divisione di Palombini arrivò a Madrid esattamente nel giorno previsto. Sfortunatamente per Giuseppe, era troppo tardi; Marmont fu gravemente sconfitto nella battaglia di Salamanca il 25 luglio. Le truppe di Palombini erano a sostegno della cavalleria di Anne-François-Charles Trelliard l'11 agosto durante la battaglia di Majadahonda. Il 15 ottobre 1812, la divisione di Palombini contava 142 ufficiali e 3 050 uomini, divisi tra il 2º, 4º e 6º Reggimento di Fanteria di Linea, più i Dragoni Napoleone e due batterie di artiglieria.
Con un editto del 4 gennaio 1813, a molti reggimenti imperiali in Spagna fu ordinato di inviare a casa quadri sufficienti per formare un battaglione. La maggior parte dei ranghi e dei file furono trasferiti ai restanti battaglioni di campo. La divisione di Palombini dovette rimandare indietro tre quadri di battaglione. Quel mese la divisione di Palombini marciò per unirsi all'Armata del Nord al fine di sostituire una brigata di Giovani Guardie che fu richiamata in Francia. Palombini stabilì la sede a Poza de la Sal e inviò colonne di foraggiamento per trovare cibo. Nella notte tra il 10 e l'11 febbraio, le truppe spagnole al comando di Francisco de Longa sorprese i 500 italiani in città. Radunando i suoi uomini, Palombini resistette fino al mattino quando le sue colonne periferiche tornarono e gli uomini di Longa se ne andarono. La divisione italiana raggiunse Bilbao dove sostituì la Giovane Guardia il 21 febbraio. Dal 25 gennaio al 13 febbraio, la divisione di Palombini sgomberò con successo l'autostrada tra Burgos e Vitoria. Il 24 marzo vicino a Castro-Urdiales, Gabriel de Mendizábal Iraeta 3 000-4 000 truppe spagnole cercarono di circondare la divisione di Palombini, ma furono respinte. Gli italiani ammisero di aver subito 110 vittime, ma il numero reale era probabilmente più alto. La divisione italiana portò poi rifornimenti alla guarnigione francese bloccata di Santoña. Da lì, le truppe di Palombini marciarono prima a Bilbao poi a Guernica dove attaccarono senza successo una forza spagnola il 2 aprile. Dopo aver raccolto alcuni rinforzi, Palombini attaccò Guernica il 5 aprile e questa volta scacciò gli spagnoli.
Il 10 aprile 1813 gli spagnoli attaccarono Bilbao. La sua guarnigione di 2 000 uomini resistette a malapena fino a quando la divisione di Palombini non marciò in soccorso. Dopo un inutile inseguimento dei guerriglieri, la divisione italiana tornò a Bilbao in attesa di rinforzi. Il 25 aprile Maximilien Sébastien Foy partì con 11 000 soldati comprese le divisioni di Jacques Thomas Sarrutle e Palombini. A questo punto la divisione italiana si era ridotta a 2 474 uomini in cinque battaglioni. Foy assediò Castro-Urdiales, usando la propria divisione e tre battaglioni italiani per la forza d'assedio. Con l'aiuto di cannoni pesanti da Santoña, fu fatto saltare un vuoto di 18 m nel muro. La sera dell'11 maggio, otto compagnie d'élite italiane attaccarono la porta della città mentre otto aziende d'élite francesi assalirono la breccia. Entrambi gli attacchi ebbero successo, ma la Royal Navy salvò la maggior parte della guarnigione spagnola mentre i soldati di Foy stavano saccheggiando la città. Poco dopo Palombini fu richiamato in Italia. La divisione, ridotta a una brigata di 1 500 uomini, fu guidata da San Paolo durante una breve campagna che includeva la battaglia di Tolosa il 26 giugno.

#### Italia: 1813-1814
Palombini ricevette il comando della 5ª Divisione italiana sotto il viceré Eugenio di Beauharnais. Il 7 settembre 1813, la brigata di 2 563 uomini di Gillot Rougier (Ruggieri) della 5ª Divisione fu sconfitta a Lippa in Croazia da una brigata austriaca di 2 100 uomini guidata da Laval Nugent von Westmeath. Il 14 settembre a Elsane, sotto il comando generale di Pino, la divisione di Palombini attaccò le forze di Nugent ma non riuscì a sloggiarle. Al calar della notte, gli austriaci finalmente si ritirarono, dopo aver subito 112 vittime e tre cannoni smontati su un totale di 2 000 uomini e quattro cannoni. Gli italiani subirono 420 vittime su 9 000 uomini e 12 cannoni, compreso Pino ferito. Il 27 settembre a Circonio, Palombini con 5 000 uomini e sette cannoni fu sconfitto da Paul von Radivojevich con 4 000 austriaci e nove cannoni. La 5ª Divisione comprendeva un battaglione ciascuno del 2º di Linea di fanteria leggera e una del 1º di Linea, quattro battaglioni del 2º di Linea, tre battaglioni del 3º di Linea e due battaglioni del reggimento di fanteria dalmata. Gli austriaci catturarono 300 italiani, per lo più del 2º di Linea. Come risultato di queste e altre azioni, Eugenio si ritirò ad ovest attraverso il fiume Isonzo.
Il 10 marzo 1814 ci furono una serie di scontri tra Mantova e Peschiera del Garda con le forze di Eugenio ad avere la peggio. Gli austriaci ebbero 400 vittime mentre infliggevano 2 000 vittime ai franco-italiani. A Peschiera, Palombini con 2 000 soldati fu sconfitto da 3 000 austriaci, ma le perdite furono leggere da entrambe le parti. La forza di Palombini era composta da due brigate. La brigata di Rougier comprendeva due battaglioni del 3º di Linea e quattro battaglioni del 2º di Linea. La brigata di Livio Galimberti era composta da tre battaglioni del 3º di Linea, un battaglione del 6º di Linea, il Battaglione Guardie Milano ed i Dragoni Napoleone. Verso la fine del conflitto, Palombini ritirò la sua divisione all'interno della fortezza di Peschiera.

### Servizio austriaco
Dopo la caduta del Regno d'Italia (1814), Palombini entrò al servizio dell'Impero austriaco. Il 2 luglio 1814 accettò il grado di Feldmarschallleutnant. Nel 1815 durante i Cento giorni prestò servizio sul Reno contro i suoi ex alleati francesi. Nel 1816 ricevette l'Ordine della Corona ferrea di II Classe. Nel 1817 fu nominato Inhaber (proprietario) del 36º reggimento di fanteria di linea, un'unità boema. Il precedente proprietario era stato Karl (Johann) Kollowrat-Krakowski mentre il successivo fu Franz Furst zu Colloredo-Mannsfeld nel 1850. Palombini si ritirò dal servizio attivo nel 1824. Ricevette il titolo prussiano dell'Ordine dell'Aquila rossa, I Classe nel 1846. Morì nel castello della moglie a Grochowice il 25 aprile 1850. Carolina aveva acquistato la tenuta nel 1821. Il loro figlio maggiore Giuseppe Camillo Palombini divenne capitano dell'esercito austriaco.